# Ewgeni Kiriłow
Ewgeni Kiriłow, bułg. Евгени Кирилов (ur. 26 stycznia 1945 w Liubiczewie w obwodzie Tyrgowiszte) – bułgarski polityk, parlamentarzysta Zgromadzenia Narodowego (1995–2009), poseł do Parlamentu Europejskiego VI i VII kadencji.

## Życiorys
W 1971 uzyskał tytuł zawodowy inżyniera na Uniwersytecie w Rostocku. Później studiował międzynarodowe stosunki gospodarcze i prawo międzynarodowe na Akademii Dyplomatycznej w Moskwie (1973–1976). Po powrocie do Bułgarii zasiadał m.in. w Krajowej Radzie UNESCO, a od 1990 do 1993 był przedstawicielem kraju przy tej organizacji.
W wyborach w 1995 został wybrany na posła do Zgromadzenia Narodowego 37. kadencji, w którym zasiadał w delegacji do Unii Międzyparlamentarnej oraz Komisji Spraw Zagranicznych. Reelekcję uzyskiwał w latach 1997 (był sekretarzem ds. zagranicznych klubu parlamentarnego Koalicji na rzecz Bułgarii), 2001 (pełnił obowiązki wiceprzewodniczącego Komisji ds. integracji europejskiej oraz członka Komisji Spraw Zagranicznych, Obrony i Bezpieczeństwa) oraz 2005 (kontynuował pracę w Komisji Spraw Zagranicznych).
W 2007 został wybrany w skład Parlamentu Europejskiego, a w 2009 uzyskał reelekcję z listy Koalicji dla Bułgarii. Zasiadł w Komisji Rozwoju Regionalnego.
Związany z Bułgarską Partią Socjalistyczną, stał m.in. na czele komisji spraw zagranicznych i stosunków międzynarodowych BSP (2001–2005). Zasiadał w prezydium Grupy Socjalistycznej Rady Europy (1999–2001).